# Резинский район
Рези́нский райо́н (рум. Raionul Rezina, Район Резина) — административно-территориальная единица Республики Молдова.

## География
Предположительно войдёт в состав нового еврорегиона «Днестр».

## История
Как и большинство районов Молдавской ССР, образован 11 ноября 1940 года с центром в городе Резина. До 16 октября 1949 года находился в составе Оргеевского уезда, после упразднения уездного деления перешёл в непосредственное республиканское подчинение.
С 31 января 1952 года по 15 июня 1953 года район входил в состав Кишинёвского округа, после упразднения окружного деления вновь перешёл в непосредственное республиканское подчинение.
9 января 1956 года в состав Резинского района переданы половины территорий упраздняемых Киперченского и Распопенского районов, а 31 октября 1957 года — около трети территории упраздняемого Котюжанского района..
10 ноября 1980 года был образован Шолданештский район, в его состав передана почти половина территории Резинского района. Относительно изначально образованных районов это составило около трети территории Резинского, а также вся переданная часть Котюжанского и половина переданной части Распопенского районов.
С 1999 года по 2002 год, в рамках проводимой административной реформы, район являлся частью Оргеевского уезда. После упразднения уездного деления, район вновь стал самостоятельной административной единицей.

## Население
|        | 2003 год | 2004 год | 2005 год | 2006 год |
| ------ | -------- | -------- | -------- | -------- |
| Резина | 16 650   | 16 600   | 10 200   | 10 100   |
| сёла   | 37 400   | 37 300   | 37 800   | 37 700   |
| Всего: | 54 050   | 53 900   | 48 000   | 47 800   |

## Достопримечательности
- На берегу Днестра возле села Цыпово находится скальный монастырь, основанный в VI веке н. э. Здесь в XV веке господарь Стефан Великий (Ştefan cel Mare) венчался со своей женой Марией Войкицей.
- Село Сахарна знаменито пещерным монастырем XIII века и действующим мужским монастырём Пресвятой Троицы.
- Екимоуцкое городище славян конца IX века — 1-й половины XI века близ села Екимоуцы.

|  |  |  |